# Begeč
Begeč (cyr. Бегеч) – wieś w Serbii, w Wojwodinie, w okręgu południowobackim, w mieście Nowy Sad. W 2011 roku liczyła 3325 mieszkańców.